# Xã Scopus, Quận Bollinger, Missouri
Xã Scopus (tiếng Anh: Scopus Township) là một xã thuộc quận Bollinger, tiểu bang Missouri, Hoa Kỳ. Năm 2010, dân số của xã này là 1.518 người.